# Língua savara
A lìngua Savara é um idioma austro-asiático falado por pouco mais de um milhão de pessoas  nas encostas orientais de Srikakulam e no distrito de Vizianagaram de  Andhra Pradesh, Índia. 
O Savara é também chamado língua Sora e sua classificação dentro das austro-asiáticas a coloca entre as dravídicas ou entre as línguas munda.  Os nomes de família ou mesmo o primeiro nome entre o povo Sora  são geralmente Savara. É falada em Vizianagaram e Srikakulam, em Andhra Pradesh e  Orissa, Índia.

## Presente situação
Mr.G.V.Ramesh, linguísta da MLE, Misão Rajiv Vidya, “School Education Department”, Governo de Andhra Pradesh com participação de Mark Penny, Consultor  de “Computer Linguistic” – SIL, vem desenvolvendo livros-texto, dicionário multi-lingual e um programa de educação multi-lingual para a “Comunidade de Crianças Sora” . As ITDAs de Sitampeta, Srikakulam e de Parvatipuram, Vizaianagaram. Mais recentemente,  Gidugu Venkat Rama tem feito um excelente trabalho da comunidade Sora e publicou um dicionário e livros escolares para edicação do povo Sora. India.

## Escrita
O índice de alfabetização entre os Sora é baixo. Mais recentemente, uma escrita própria para a língua foi desenvolvida pela professora S. Prasanna Sree da Universidade de Andhra, Visakhapatnam, Andhra Pradesh. Prasanna Sree desenvolveu escritas com base em escritas indianas já existentes para certos sons comuns a outras línguas locais, porém com diferentes conjuntos  de caracteres para cada uma das línguas relacionadas, tais como o bagatha, o jatapu, o kolam, o konda-dora, o porja, o koya, ogadaba, o kupia, o Kurru , o Lambadi e outros.
- Possui 12 sons vogais com símbolos para vogais que, conforme a simbologia, podem ser isoladas (no início da sílaba) ou conjuntas: a aa ae aae aum, e, ee, u, uu, o, ou;
- e 16 sons consonantais, que podem ser curtos ou longos (símbolos diferenciados):